# Greenview (Illinois)
Greenview é uma vila localizada no estado americano de Illinois, no Condado de Menard.

## Demografia
Segundo o censo americano de 2000, a sua população era de 862 habitantes.
Em 2006, foi estimada uma população de 808, um decréscimo de 54 (-6.3%).

## Geografia
De acordo com o United States Census Bureau tem uma área de
2,2 km², dos quais 2,2 km² cobertos por terra e 0,0 km² cobertos por água. Greenview localiza-se a aproximadamente 184 m acima do nível do mar.

## Localidades na vizinhança
O diagrama seguinte representa as localidades num raio de 20 km ao redor de Greenview.